# Bahnstrecke Mailand–Venedig
| \| \| 0,000 \| Milano Centrale \| Milano Centrale \| \| \| \| nach Milano Certosa und von Milano Greco Pirelli \| \| \| \| \| von links nach rechts: „Genova“, „Bologna“, „Venezia“ \| \| \| \| \| von Milano Certosa und von Milano Greco Pirelli \| \| \| \| \| Milano Lambrate \| \| \| \| \| nach Milano Rogoredo – Entbündelung von Mailänder Gürtelbahn \| \| \| \| \| nach Milano Rogoredo \| \| \| \| \| von links nach rechts: „Venezia DD“, „Venezia LL“, „Merci“ \| \| \| \| 6,240 \| Bivio Lambro Passante \| Bivio Lambro Passante \| \| \| \| \| \| \| \| \| von Milano Rogoredo \| \| \| \| \| Milano Smistamento \| \| \| \| 9,907 \| Segrate seit 2002[1] \| Segrate seit 2002[1] \| \| \| \| \| \| \| \| 12,407 \| Pioltello-Limito \| Pioltello-Limito \| \| \| 16,200 \| Vignate seit 1889 \| Vignate seit 1889 \| \| \| 18,750 \| Melzo Scalo \| Melzo Scalo \| \| \| 19,600 \| Melzo bis 2006 Bahnhof[2] \| Melzo bis 2006 Bahnhof[2] \| \| \| \| Entbündelung Schnellfahrstrecke \| \| \| \| 22,610 \| Pozzuolo Martesana seit 2009[3] \| Pozzuolo Martesana seit 2009[3] \| \| \| 24,585 \| Trecella \| Trecella \| \| \| 27,152 \| Cassano d’Adda \| Cassano d’Adda \| \| \| \| Adda \| \| \| \| \| Verknüpfung Treviglio Ovest \| \| \| \| \| nach Bergamo \| \| \| \| 33,143 \| Treviglio \| Treviglio \| \| \| \| nach Cremona \| \| \| \| 37,146 \| Vidalengo bis 2017 Bahnhof[4] \| Vidalengo bis 2017 Bahnhof[4] \| \| \| 42,117 \| Morengo-Bariano bis 2008 Bahnhof[5] \| Morengo-Bariano bis 2008 Bahnhof[5] \| \| \| \| Serio \| \| \| \| 46,052 \| Romano \| Romano \| \| \| 53,018 \| Calcio \| Calcio \| \| \| \| Oglio \| \| \| \| 59,778 \| Chiari bis 2017 Bahnhof[4] \| Chiari bis 2017 Bahnhof[4] \| \| \| \| von Bergamo \| \| \| \| 65,827 \| Rovato \| Rovato \| \| \| \| Verbindungsgleis nach Iseo–Edolo \| \| \| \| 71,653 \| Ospitaletto-Travagliato \| Ospitaletto-Travagliato \| \| \| \| Bündelung Schnellfahrstrecke \| \| \| \| \| Verknüpfung Brescia Ovest \| \| \| \| \| Mella \| \| \| \| 80,471 \| Brescia Scalo \| Brescia Scalo \| \| \| \| von Iseo–Edolo \| \| \| \| 82,842 \| Brescia \| Brescia \| \| \| \| nach Cremona und nach Parma \| \| \| \| \| \| \| \| \| 91,416 \| Rezzato ehem. Bhf. \| Rezzato ehem. Bhf. \| \| \| 99,950 \| Ponte San Marco-Calcinato \| Ponte San Marco-Calcinato \| \| \| 106,388 \| Lonato \| Lonato \| \| \| 110,738 \| Desenzano del Garda-Sirmione \| Desenzano del Garda-Sirmione \| \| \| \| San Martino della Battaglia \| \| \| \| \| Grenze Lombardei-Venetien \| \| \| \| 124,519 \| Mincio \| Mincio \| \| \| 124,940 \| Peschiera del Garda \| Peschiera del Garda \| \| \| 129,663 \| Castelnuovo del Garda bis 2010 Bahnhof[6] \| Castelnuovo del Garda bis 2010 Bahnhof[6] \| \| \| 136,583 \| Sommacampagna-Sona \| Sommacampagna-Sona \| \| \| \| Lugagnano \| \| \| \| \| Verona Quadrante Europa \| \| \| \| 144,236 \| Abzw Fenilone \| Abzw Fenilone \| \| \| \| \| \| \| \| \| links: von Bologna und von Mantua–Modena, rechts: von Innsbruck \| \| \| \| \| \| \| \| \| 147,480 \| Verona Porta Nuova \| Verona Porta Nuova \| \| \| \| Etsch \| \| \| \| 150,857 \| Verona Porta Vescovo \| Verona Porta Vescovo \| \| \| 156,864 \| San Martino Buon Albergo \| San Martino Buon Albergo \| \| \| 163,225 \| Caldiero bis 1998 Bahnhof[7] \| Caldiero bis 1998 Bahnhof[7] \| \| \| 171,571 \| San Bonifacio \| San Bonifacio \| \| \| 177,305 \| Lonigo \| Lonigo \| \| \| 182,952 \| Montebello \| Montebello \| \| \| 191,471 \| Altavilla-Tavernelle \| Altavilla-Tavernelle \| \| \| 199,138 \| Vicenza \| Vicenza \| \| \| \| nach Schio und nach Treviso \| \| \| \| 207,191 \| Lerino bis 2005 Bahnhof[8] \| Lerino bis 2005 Bahnhof[8] \| \| \| 214,068 \| Grisignano di Zocco \| Grisignano di Zocco \| \| \| 219,928 \| Mestrino \| Mestrino \| \| \| \| Gruppo Scambi Montà nach Padua Campo di Marte \| \| \| \| \| Verbindungsgleise \| \| \| \| \| von Bologna / von Bassano \| \| \| \| 229+408 \| Padua \| Padua \| \| \| \| nach Padua Interporto \| \| \| \| \| links: Linea Storica; rechts: Linea AV/AC \| \| \| \| 234,843 \| Ponte di Brenta bis 2006 Bahnhof[9] \| Ponte di Brenta bis 2006 Bahnhof[9] \| \| \| \| Brenta \| \| \| \| 240,790 \| Vigonza-Pianiga \| Vigonza-Pianiga \| \| \| 244,897 \| Dolo \| Dolo \| \| \| 248,726 \| Mira-Mirano bis 2003 Bahnhof[10] \| Mira-Mirano bis 2003 Bahnhof[10] \| \| \| \| von Trient \| \| \| \| \| von Adria \| \| \| \| \| \| \| \| \| \| Venezia Mestre Scalo \| \| \| \| \| von Triest und von Udine \| \| \| \| 257,907 \| Venezia Mestre \| Venezia Mestre \| \| \| \| nach Venezia Marghera Scalo \| \| \| \| \| links: Linea Ponte Vecchio; rechts: Linea Ponte Nuovo \| \| \| \| 260,191 \| Venezia Porto Marghera \| Venezia Porto Marghera \| \| \| \| Eisenbahnbrücke Venedig \| \| \| \| (0,739) 264,667 \| \| \| \| \| 266,341 \| Venezia Santa Lucia \| Venezia Santa Lucia \| \| \| (1,328) \| Venezia Marittima \| Venezia Marittima \| |                 |                                                                 |                                                                 |
| Kopfbahnhof Streckenanfang · Kopfbahnhof Streckenanfang · Kopfbahnhof Streckenanfang · Kopfbahnhof Streckenanfang | 0,000           | Milano Centrale                                                 | Milano Centrale                                                 |
| Strecke · Strecke · Strecke · Strecke nach links |                 | nach Milano Certosa und von Milano Greco Pirelli                | nach Milano Certosa und von Milano Greco Pirelli                |
| Strecke · Strecke · Strecke |                 | von links nach rechts: „Genova“, „Bologna“, „Venezia“           | von links nach rechts: „Genova“, „Bologna“, „Venezia“           |
| Strecke · Strecke · Strecke · Strecke von links |                 | von Milano Certosa und von Milano Greco Pirelli                 | von Milano Certosa und von Milano Greco Pirelli                 |
| Bahnhof · Bahnhof · Bahnhof · Bahnhof |                 | Milano Lambrate                                                 | Milano Lambrate                                                 |
| Strecke nach rechts · Strecke · Strecke · Strecke |                 | nach Milano Rogoredo – Entbündelung von Mailänder Gürtelbahn    | nach Milano Rogoredo – Entbündelung von Mailänder Gürtelbahn    |
| Kreuzung geradeaus oben · Kreuzung geradeaus oben · Abzweig geradeaus und nach rechts |                 | nach Milano Rogoredo                                            | nach Milano Rogoredo                                            |
| Strecke · Strecke · Strecke |                 | von links nach rechts: „Venezia DD“, „Venezia LL“, „Merci“      | von links nach rechts: „Venezia DD“, „Venezia LL“, „Merci“      |
| Kreuzung geradeaus oben · Abzweig geradeaus und von rechts · Strecke | 6,240           | Bivio Lambro Passante                                           | Bivio Lambro Passante                                           |
| Strecke von links · Kreuzung geradeaus oben · Kreuzung geradeaus oben · Strecke nach rechts |                 |                                                                 |                                                                 |
| Abzweig geradeaus und von rechts · Strecke · Strecke |                 | von Milano Rogoredo                                             | von Milano Rogoredo                                             |
| Dienststation / Betriebs- oder Güterbahnhof · Strecke · Strecke |                 | Milano Smistamento                                              | Milano Smistamento                                              |
| Strecke · Strecke · Haltepunkt / Haltestelle | 9,907           | Segrate seit 2002                                               | Segrate seit 2002                                               |
| Strecke nach links · Abzweig geradeaus und von rechts · Strecke |                 |                                                                 |                                                                 |
| Bahnhof · Bahnhof | 12,407          | Pioltello-Limito                                                | Pioltello-Limito                                                |
| Strecke · Haltepunkt / Haltestelle | 16,200          | Vignate seit 1889                                               | Vignate seit 1889                                               |
| Dienststation / Betriebs- oder Güterbahnhof · Dienststation / Betriebs- oder Güterbahnhof | 18,750          | Melzo Scalo                                                     | Melzo Scalo                                                     |
| Strecke · Haltepunkt / Haltestelle | 19,600          | Melzo bis 2006 Bahnhof                                          | Melzo bis 2006 Bahnhof                                          |
| Strecke von links · Strecke nach rechts · Strecke |                 | Entbündelung Schnellfahrstrecke                                 | Entbündelung Schnellfahrstrecke                                 |
| Strecke · Haltepunkt / Haltestelle | 22,610          | Pozzuolo Martesana seit 2009                                    | Pozzuolo Martesana seit 2009                                    |
| Strecke · Haltepunkt / Haltestelle | 24,585          | Trecella                                                        | Trecella                                                        |
| Strecke · Bahnhof | 27,152          | Cassano d’Adda                                                  | Cassano d’Adda                                                  |
| Brücke über Wasserlauf · Brücke über Wasserlauf |                 | Adda                                                            | Adda                                                            |
| Abzweig geradeaus und nach links · Strecke quer · Abzweig geradeaus und von rechts |                 | Verknüpfung Treviglio Ovest                                     | Verknüpfung Treviglio Ovest                                     |
| Strecke · Abzweig geradeaus, nach links und von links |                 | nach Bergamo                                                    | nach Bergamo                                                    |
| Strecke · Bahnhof | 33,143          | Treviglio                                                       | Treviglio                                                       |
| Kreuzung geradeaus oben · Strecke quer · Abzweig geradeaus und nach rechts |                 | nach Cremona                                                    | nach Cremona                                                    |
| Strecke · Haltepunkt / Haltestelle | 37,146          | Vidalengo bis 2017 Bahnhof                                      | Vidalengo bis 2017 Bahnhof                                      |
| Strecke · Haltepunkt / Haltestelle | 42,117          | Morengo-Bariano bis 2008 Bahnhof                                | Morengo-Bariano bis 2008 Bahnhof                                |
| Brücke über Wasserlauf · Brücke über Wasserlauf |                 | Serio                                                           | Serio                                                           |
| Strecke · Bahnhof | 46,052          | Romano                                                          | Romano                                                          |
| Strecke · Haltepunkt / Haltestelle | 53,018          | Calcio                                                          | Calcio                                                          |
| Brücke über Wasserlauf · Brücke über Wasserlauf |                 | Oglio                                                           | Oglio                                                           |
| Strecke · Haltepunkt / Haltestelle | 59,778          | Chiari bis 2017 Bahnhof                                         | Chiari bis 2017 Bahnhof                                         |
| Strecke · Abzweig geradeaus und von links |                 | von Bergamo                                                     | von Bergamo                                                     |
| Strecke · Bahnhof | 65,827          | Rovato                                                          | Rovato                                                          |
| Strecke · Abzweig geradeaus und von links |                 | Verbindungsgleis nach Iseo–Edolo                                | Verbindungsgleis nach Iseo–Edolo                                |
| Strecke · Bahnhof | 71,653          | Ospitaletto-Travagliato                                         | Ospitaletto-Travagliato                                         |
| Strecke nach links · Strecke von rechts · Strecke |                 | Bündelung Schnellfahrstrecke                                    | Bündelung Schnellfahrstrecke                                    |
| Abzweig geradeaus, nach links und von links · Abzweig geradeaus, nach rechts und von rechts |                 | Verknüpfung Brescia Ovest                                       | Verknüpfung Brescia Ovest                                       |
| Brücke über Wasserlauf · Brücke über Wasserlauf |                 | Mella                                                           | Mella                                                           |
| Dienststation / Betriebs- oder Güterbahnhof · Strecke | 80,471          | Brescia Scalo                                                   | Brescia Scalo                                                   |
| Strecke · Abzweig geradeaus und von links |                 | von Iseo–Edolo                                                  | von Iseo–Edolo                                                  |
| Bahnhof · Bahnhof | 82,842          | Brescia                                                         | Brescia                                                         |
| Abzweig geradeaus und nach rechts · Strecke |                 | nach Cremona und nach Parma                                     | nach Cremona und nach Parma                                     |
| |                 |                                                                 |                                                                 |
| Dienststation / Betriebs- oder Güterbahnhof | 91,416          | Rezzato ehem. Bhf.                                              | Rezzato ehem. Bhf.                                              |
| Haltepunkt / Haltestelle | 99,950          | Ponte San Marco-Calcinato                                       | Ponte San Marco-Calcinato                                       |
| Bahnhof | 106,388         | Lonato                                                          | Lonato                                                          |
| Bahnhof | 110,738         | Desenzano del Garda-Sirmione                                    | Desenzano del Garda-Sirmione                                    |
| ehemaliger Haltepunkt / Haltestelle |                 | San Martino della Battaglia                                     | San Martino della Battaglia                                     |
| Grenze |                 | Grenze Lombardei-Venetien                                       | Grenze Lombardei-Venetien                                       |
| Brücke über Wasserlauf | 124,519         | Mincio                                                          | Mincio                                                          |
| Bahnhof | 124,940         | Peschiera del Garda                                             | Peschiera del Garda                                             |
| Haltepunkt / Haltestelle | 129,663         | Castelnuovo del Garda bis 2010 Bahnhof                          | Castelnuovo del Garda bis 2010 Bahnhof                          |
| Dienststation / Betriebs- oder Güterbahnhof | 136,583         | Sommacampagna-Sona                                              | Sommacampagna-Sona                                              |
| ehemaliger Bahnhof |                 | Lugagnano                                                       | Lugagnano                                                       |
| Betriebs-/Güterbahnhof Streckenanfang · Strecke |                 | Verona Quadrante Europa                                         | Verona Quadrante Europa                                         |
| Abzweig geradeaus und nach links · Abzweig geradeaus und von rechts | 144,236         | Abzw Fenilone                                                   | Abzw Fenilone                                                   |
| Abzweig geradeaus und von links · Abzweig geradeaus, nach links und nach rechts · Strecke von rechts |                 |                                                                 |                                                                 |
| Kreuzung links und rechts · Kreuzung geradeaus oben · Abzweig quer, nach links und von links |                 | links: von Bologna und von Mantua–Modena, rechts: von Innsbruck | links: von Bologna und von Mantua–Modena, rechts: von Innsbruck |
| Strecke nach links · Abzweig geradeaus, von links und von rechts · Strecke nach rechts |                 |                                                                 |                                                                 |
| Bahnhof | 147,480         | Verona Porta Nuova                                              | Verona Porta Nuova                                              |
| Brücke über Wasserlauf |                 | Etsch                                                           | Etsch                                                           |
| Bahnhof | 150,857         | Verona Porta Vescovo                                            | Verona Porta Vescovo                                            |
| Bahnhof | 156,864         | San Martino Buon Albergo                                        | San Martino Buon Albergo                                        |
| Haltepunkt / Haltestelle | 163,225         | Caldiero bis 1998 Bahnhof                                       | Caldiero bis 1998 Bahnhof                                       |
| Bahnhof | 171,571         | San Bonifacio                                                   | San Bonifacio                                                   |
| Haltepunkt / Haltestelle | 177,305         | Lonigo                                                          | Lonigo                                                          |
| Bahnhof | 182,952         | Montebello                                                      | Montebello                                                      |
| Bahnhof | 191,471         | Altavilla-Tavernelle                                            | Altavilla-Tavernelle                                            |
| Bahnhof | 199,138         | Vicenza                                                         | Vicenza                                                         |
| Abzweig geradeaus und nach links |                 | nach Schio und nach Treviso                                     | nach Schio und nach Treviso                                     |
| Haltepunkt / Haltestelle | 207,191         | Lerino bis 2005 Bahnhof                                         | Lerino bis 2005 Bahnhof                                         |
| Bahnhof | 214,068         | Grisignano di Zocco                                             | Grisignano di Zocco                                             |
| Haltepunkt / Haltestelle | 219,928         | Mestrino                                                        | Mestrino                                                        |
| Abzweig geradeaus und nach rechts |                 | Gruppo Scambi Montà nach Padua Campo di Marte                   | Gruppo Scambi Montà nach Padua Campo di Marte                   |
| Kreuzung geradeaus unten |                 | Verbindungsgleise                                               | Verbindungsgleise                                               |
| Strecke von rechts · Abzweig geradeaus und von links |                 | von Bologna / von Bassano                                       | von Bologna / von Bassano                                       |
| Bahnhof · Bahnhof | 229+408         | Padua                                                           | Padua                                                           |
| Abzweig geradeaus und nach rechts · Strecke |                 | nach Padua Interporto                                           | nach Padua Interporto                                           |
| Abzweig geradeaus, nach links und von links · Abzweig geradeaus, nach rechts und von rechts |                 | links: Linea Storica; rechts: Linea AV/AC                       | links: Linea Storica; rechts: Linea AV/AC                       |
| Haltepunkt / Haltestelle · Strecke | 234,843         | Ponte di Brenta bis 2006 Bahnhof                                | Ponte di Brenta bis 2006 Bahnhof                                |
| Brücke über Wasserlauf · Brücke über Wasserlauf |                 | Brenta                                                          | Brenta                                                          |
| Haltepunkt / Haltestelle · Strecke | 240,790         | Vigonza-Pianiga                                                 | Vigonza-Pianiga                                                 |
| Haltepunkt / Haltestelle · Strecke | 244,897         | Dolo                                                            | Dolo                                                            |
| Haltepunkt / Haltestelle · Strecke | 248,726         | Mira-Mirano bis 2003 Bahnhof                                    | Mira-Mirano bis 2003 Bahnhof                                    |
| Strecke von links · Kreuzung geradeaus unten · Kreuzung geradeaus unten |                 | von Trient                                                      | von Trient                                                      |
| Abzweig geradeaus und von rechts · Abzweig geradeaus und von links · Abzweig geradeaus und nach rechts |                 | von Adria                                                       | von Adria                                                       |
| Abzweig geradeaus, nach links und von links · Abzweig geradeaus, nach links, nach rechts, von links und von rechts · Abzweig geradeaus, nach rechts und von rechts |                 |                                                                 |                                                                 |
| Dienststation / Betriebs- oder Güterbahnhof · Abzweig geradeaus und nach links · Abzweig geradeaus und von rechts |                 | Venezia Mestre Scalo                                            | Venezia Mestre Scalo                                            |
| Strecke nach links · Abzweig geradeaus und von rechts · Abzweig geradeaus, nach links und von links |                 | von Triest und von Udine                                        | von Triest und von Udine                                        |
| Bahnhof · Bahnhof | 257,907         | Venezia Mestre                                                  | Venezia Mestre                                                  |
| Abzweig geradeaus und nach rechts · Strecke |                 | nach Venezia Marghera Scalo                                     | nach Venezia Marghera Scalo                                     |
| Strecke · Strecke |                 | links: Linea Ponte Vecchio; rechts: Linea Ponte Nuovo           | links: Linea Ponte Vecchio; rechts: Linea Ponte Nuovo           |
| Haltepunkt / Haltestelle · Haltepunkt / Haltestelle | 260,191         | Venezia Porto Marghera                                          | Venezia Porto Marghera                                          |
| Brücke über Wasserlauf · Brücke über Wasserlauf |                 | Eisenbahnbrücke Venedig                                         | Eisenbahnbrücke Venedig                                         |
| Strecke von links · Abzweig geradeaus und nach rechts · Strecke | (0,739) 264,667 |                                                                 |                                                                 |
| Strecke · Kopfbahnhof Streckenende · Kopfbahnhof Streckenende | 266,341         | Venezia Santa Lucia                                             | Venezia Santa Lucia                                             |
| Betriebs-/Güterbahnhof Streckenende | (1,328)         | Venezia Marittima                                               | Venezia Marittima                                               |

| Kopfbahnhof Streckenanfang · Kopfbahnhof Streckenanfang · Kopfbahnhof Streckenanfang · Kopfbahnhof Streckenanfang                                                  | 0,000           | Milano Centrale                                                 | Milano Centrale                                                 |
| Strecke · Strecke · Strecke · Strecke nach links |                 | nach Milano Certosa und von Milano Greco Pirelli                | nach Milano Certosa und von Milano Greco Pirelli                |
| Strecke · Strecke · Strecke |                 | von links nach rechts: „Genova“, „Bologna“, „Venezia“           | von links nach rechts: „Genova“, „Bologna“, „Venezia“           |
| Strecke · Strecke · Strecke · Strecke von links |                 | von Milano Certosa und von Milano Greco Pirelli                 | von Milano Certosa und von Milano Greco Pirelli                 |
| Bahnhof · Bahnhof · Bahnhof · Bahnhof |                 | Milano Lambrate                                                 | Milano Lambrate                                                 |
| Strecke nach rechts · Strecke · Strecke · Strecke |                 | nach Milano Rogoredo – Entbündelung von Mailänder Gürtelbahn    | nach Milano Rogoredo – Entbündelung von Mailänder Gürtelbahn    |
| Kreuzung geradeaus oben · Kreuzung geradeaus oben · Abzweig geradeaus und nach rechts                                                                              |                 | nach Milano Rogoredo                                            | nach Milano Rogoredo                                            |
| Strecke · Strecke · Strecke |                 | von links nach rechts: „Venezia DD“, „Venezia LL“, „Merci“      | von links nach rechts: „Venezia DD“, „Venezia LL“, „Merci“      |
| Kreuzung geradeaus oben · Abzweig geradeaus und von rechts · Strecke                                                                                               | 6,240           | Bivio Lambro Passante                                           | Bivio Lambro Passante                                           |
| Strecke von links · Kreuzung geradeaus oben · Kreuzung geradeaus oben · Strecke nach rechts                                                                        |                 |                                                                 |                                                                 |
| Abzweig geradeaus und von rechts · Strecke · Strecke |                 | von Milano Rogoredo                                             | von Milano Rogoredo                                             |
| Dienststation / Betriebs- oder Güterbahnhof · Strecke · Strecke |                 | Milano Smistamento                                              | Milano Smistamento                                              |
| Strecke · Strecke · Haltepunkt / Haltestelle | 9,907           | Segrate seit 2002                                               | Segrate seit 2002                                               |
| Strecke nach links · Abzweig geradeaus und von rechts · Strecke |                 |                                                                 |                                                                 |
| Bahnhof · Bahnhof | 12,407          | Pioltello-Limito                                                | Pioltello-Limito                                                |
| Strecke · Haltepunkt / Haltestelle | 16,200          | Vignate seit 1889                                               | Vignate seit 1889                                               |
| Dienststation / Betriebs- oder Güterbahnhof · Dienststation / Betriebs- oder Güterbahnhof                                                                          | 18,750          | Melzo Scalo                                                     | Melzo Scalo                                                     |
| Strecke · Haltepunkt / Haltestelle | 19,600          | Melzo bis 2006 Bahnhof                                          | Melzo bis 2006 Bahnhof                                          |
| Strecke von links · Strecke nach rechts · Strecke |                 | Entbündelung Schnellfahrstrecke                                 | Entbündelung Schnellfahrstrecke                                 |
| Strecke · Haltepunkt / Haltestelle | 22,610          | Pozzuolo Martesana seit 2009                                    | Pozzuolo Martesana seit 2009                                    |
| Strecke · Haltepunkt / Haltestelle | 24,585          | Trecella                                                        | Trecella                                                        |
| Strecke · Bahnhof | 27,152          | Cassano d’Adda                                                  | Cassano d’Adda                                                  |
| Brücke über Wasserlauf · Brücke über Wasserlauf |                 | Adda                                                            | Adda                                                            |
| Abzweig geradeaus und nach links · Strecke quer · Abzweig geradeaus und von rechts                                                                                 |                 | Verknüpfung Treviglio Ovest                                     | Verknüpfung Treviglio Ovest                                     |
| Strecke · Abzweig geradeaus, nach links und von links |                 | nach Bergamo                                                    | nach Bergamo                                                    |
| Strecke · Bahnhof | 33,143          | Treviglio                                                       | Treviglio                                                       |
| Kreuzung geradeaus oben · Strecke quer · Abzweig geradeaus und nach rechts                                                                                         |                 | nach Cremona                                                    | nach Cremona                                                    |
| Strecke · Haltepunkt / Haltestelle | 37,146          | Vidalengo bis 2017 Bahnhof                                      | Vidalengo bis 2017 Bahnhof                                      |
| Strecke · Haltepunkt / Haltestelle | 42,117          | Morengo-Bariano bis 2008 Bahnhof                                | Morengo-Bariano bis 2008 Bahnhof                                |
| Brücke über Wasserlauf · Brücke über Wasserlauf |                 | Serio                                                           | Serio                                                           |
| Strecke · Bahnhof | 46,052          | Romano                                                          | Romano                                                          |
| Strecke · Haltepunkt / Haltestelle | 53,018          | Calcio                                                          | Calcio                                                          |
| Brücke über Wasserlauf · Brücke über Wasserlauf |                 | Oglio                                                           | Oglio                                                           |
| Strecke · Haltepunkt / Haltestelle | 59,778          | Chiari bis 2017 Bahnhof                                         | Chiari bis 2017 Bahnhof                                         |
| Strecke · Abzweig geradeaus und von links |                 | von Bergamo                                                     | von Bergamo                                                     |
| Strecke · Bahnhof | 65,827          | Rovato                                                          | Rovato                                                          |
| Strecke · Abzweig geradeaus und von links |                 | Verbindungsgleis nach Iseo–Edolo                                | Verbindungsgleis nach Iseo–Edolo                                |
| Strecke · Bahnhof | 71,653          | Ospitaletto-Travagliato                                         | Ospitaletto-Travagliato                                         |
| Strecke nach links · Strecke von rechts · Strecke |                 | Bündelung Schnellfahrstrecke                                    | Bündelung Schnellfahrstrecke                                    |
| Abzweig geradeaus, nach links und von links · Abzweig geradeaus, nach rechts und von rechts                                                                        |                 | Verknüpfung Brescia Ovest                                       | Verknüpfung Brescia Ovest                                       |
| Brücke über Wasserlauf · Brücke über Wasserlauf |                 | Mella                                                           | Mella                                                           |
| Dienststation / Betriebs- oder Güterbahnhof · Strecke | 80,471          | Brescia Scalo                                                   | Brescia Scalo                                                   |
| Strecke · Abzweig geradeaus und von links |                 | von Iseo–Edolo                                                  | von Iseo–Edolo                                                  |
| Bahnhof · Bahnhof | 82,842          | Brescia                                                         | Brescia                                                         |
| Abzweig geradeaus und nach rechts · Strecke |                 | nach Cremona und nach Parma                                     | nach Cremona und nach Parma                                     |
| |                 |                                                                 |                                                                 |
| Dienststation / Betriebs- oder Güterbahnhof | 91,416          | Rezzato ehem. Bhf.                                              | Rezzato ehem. Bhf.                                              |
| Haltepunkt / Haltestelle | 99,950          | Ponte San Marco-Calcinato                                       | Ponte San Marco-Calcinato                                       |
| Bahnhof | 106,388         | Lonato                                                          | Lonato                                                          |
| Bahnhof | 110,738         | Desenzano del Garda-Sirmione                                    | Desenzano del Garda-Sirmione                                    |
| ehemaliger Haltepunkt / Haltestelle |                 | San Martino della Battaglia                                     | San Martino della Battaglia                                     |
| Grenze |                 | Grenze Lombardei-Venetien                                       | Grenze Lombardei-Venetien                                       |
| Brücke über Wasserlauf | 124,519         | Mincio                                                          | Mincio                                                          |
| Bahnhof | 124,940         | Peschiera del Garda                                             | Peschiera del Garda                                             |
| Haltepunkt / Haltestelle | 129,663         | Castelnuovo del Garda bis 2010 Bahnhof                          | Castelnuovo del Garda bis 2010 Bahnhof                          |
| Dienststation / Betriebs- oder Güterbahnhof | 136,583         | Sommacampagna-Sona                                              | Sommacampagna-Sona                                              |
| ehemaliger Bahnhof |                 | Lugagnano                                                       | Lugagnano                                                       |
| Betriebs-/Güterbahnhof Streckenanfang · Strecke |                 | Verona Quadrante Europa                                         | Verona Quadrante Europa                                         |
| Abzweig geradeaus und nach links · Abzweig geradeaus und von rechts                                                                                                | 144,236         | Abzw Fenilone                                                   | Abzw Fenilone                                                   |
| Abzweig geradeaus und von links · Abzweig geradeaus, nach links und nach rechts · Strecke von rechts                                                               |                 |                                                                 |                                                                 |
| Kreuzung links und rechts · Kreuzung geradeaus oben · Abzweig quer, nach links und von links                                                                       |                 | links: von Bologna und von Mantua–Modena, rechts: von Innsbruck | links: von Bologna und von Mantua–Modena, rechts: von Innsbruck |
| Strecke nach links · Abzweig geradeaus, von links und von rechts · Strecke nach rechts                                                                             |                 |                                                                 |                                                                 |
| Bahnhof | 147,480         | Verona Porta Nuova                                              | Verona Porta Nuova                                              |
| Brücke über Wasserlauf |                 | Etsch                                                           | Etsch                                                           |
| Bahnhof | 150,857         | Verona Porta Vescovo                                            | Verona Porta Vescovo                                            |
| Bahnhof | 156,864         | San Martino Buon Albergo                                        | San Martino Buon Albergo                                        |
| Haltepunkt / Haltestelle | 163,225         | Caldiero bis 1998 Bahnhof                                       | Caldiero bis 1998 Bahnhof                                       |
| Bahnhof | 171,571         | San Bonifacio                                                   | San Bonifacio                                                   |
| Haltepunkt / Haltestelle | 177,305         | Lonigo                                                          | Lonigo                                                          |
| Bahnhof | 182,952         | Montebello                                                      | Montebello                                                      |
| Bahnhof | 191,471         | Altavilla-Tavernelle                                            | Altavilla-Tavernelle                                            |
| Bahnhof | 199,138         | Vicenza                                                         | Vicenza                                                         |
| Abzweig geradeaus und nach links |                 | nach Schio und nach Treviso                                     | nach Schio und nach Treviso                                     |
| Haltepunkt / Haltestelle | 207,191         | Lerino bis 2005 Bahnhof                                         | Lerino bis 2005 Bahnhof                                         |
| Bahnhof | 214,068         | Grisignano di Zocco                                             | Grisignano di Zocco                                             |
| Haltepunkt / Haltestelle | 219,928         | Mestrino                                                        | Mestrino                                                        |
| Abzweig geradeaus und nach rechts |                 | Gruppo Scambi Montà nach Padua Campo di Marte                   | Gruppo Scambi Montà nach Padua Campo di Marte                   |
| Kreuzung geradeaus unten |                 | Verbindungsgleise                                               | Verbindungsgleise                                               |
| Strecke von rechts · Abzweig geradeaus und von links |                 | von Bologna / von Bassano                                       | von Bologna / von Bassano                                       |
| Bahnhof · Bahnhof | 229+408         | Padua                                                           | Padua                                                           |
| Abzweig geradeaus und nach rechts · Strecke |                 | nach Padua Interporto                                           | nach Padua Interporto                                           |
| Abzweig geradeaus, nach links und von links · Abzweig geradeaus, nach rechts und von rechts                                                                        |                 | links: Linea Storica; rechts: Linea AV/AC                       | links: Linea Storica; rechts: Linea AV/AC                       |
| Haltepunkt / Haltestelle · Strecke | 234,843         | Ponte di Brenta bis 2006 Bahnhof                                | Ponte di Brenta bis 2006 Bahnhof                                |
| Brücke über Wasserlauf · Brücke über Wasserlauf |                 | Brenta                                                          | Brenta                                                          |
| Haltepunkt / Haltestelle · Strecke | 240,790         | Vigonza-Pianiga                                                 | Vigonza-Pianiga                                                 |
| Haltepunkt / Haltestelle · Strecke | 244,897         | Dolo                                                            | Dolo                                                            |
| Haltepunkt / Haltestelle · Strecke | 248,726         | Mira-Mirano bis 2003 Bahnhof                                    | Mira-Mirano bis 2003 Bahnhof                                    |
| Strecke von links · Kreuzung geradeaus unten · Kreuzung geradeaus unten                                                                                            |                 | von Trient                                                      | von Trient                                                      |
| Abzweig geradeaus und von rechts · Abzweig geradeaus und von links · Abzweig geradeaus und nach rechts                                                             |                 | von Adria                                                       | von Adria                                                       |
| Abzweig geradeaus, nach links und von links · Abzweig geradeaus, nach links, nach rechts, von links und von rechts · Abzweig geradeaus, nach rechts und von rechts |                 |                                                                 |                                                                 |
| Dienststation / Betriebs- oder Güterbahnhof · Abzweig geradeaus und nach links · Abzweig geradeaus und von rechts                                                  |                 | Venezia Mestre Scalo                                            | Venezia Mestre Scalo                                            |
| Strecke nach links · Abzweig geradeaus und von rechts · Abzweig geradeaus, nach links und von links                                                                |                 | von Triest und von Udine                                        | von Triest und von Udine                                        |
| Bahnhof · Bahnhof | 257,907         | Venezia Mestre                                                  | Venezia Mestre                                                  |
| Abzweig geradeaus und nach rechts · Strecke |                 | nach Venezia Marghera Scalo                                     | nach Venezia Marghera Scalo                                     |
| Strecke · Strecke |                 | links: Linea Ponte Vecchio; rechts: Linea Ponte Nuovo           | links: Linea Ponte Vecchio; rechts: Linea Ponte Nuovo           |
| Haltepunkt / Haltestelle · Haltepunkt / Haltestelle | 260,191         | Venezia Porto Marghera                                          | Venezia Porto Marghera                                          |
| Brücke über Wasserlauf · Brücke über Wasserlauf |                 | Eisenbahnbrücke Venedig                                         | Eisenbahnbrücke Venedig                                         |
| Strecke von links · Abzweig geradeaus und nach rechts · Strecke | (0,739) 264,667 |                                                                 |                                                                 |
| Strecke · Kopfbahnhof Streckenende · Kopfbahnhof Streckenende | 266,341         | Venezia Santa Lucia                                             | Venezia Santa Lucia                                             |
| Betriebs-/Güterbahnhof Streckenende | (1,328)         | Venezia Marittima                                               | Venezia Marittima                                               |

Die Bahnstrecke Mailand–Venedig ist eine der wichtigsten Hauptbahnen in Italien. Sie verbindet Mailand, die Hauptstadt der norditalienischen Region Lombardei, mit der an der Adria gelegenen Stadt Venedig in der Region Venetien. Die Strecke wird von dem staatseigenen Unternehmen Rete Ferroviaria Italiana betrieben.
Die Streckenabschnitte von Mailand nach Brescia und von Venedig nach Padua sind durchgehend viergleisig ausgebaut; der Ausbau des bisher noch weitgehend zweigleisigen Abschnitts von Brescia bis Padua ist bereits in Ausführung bzw. in Planung. 

## Geschichte
Die Strecke wurde ursprünglich durch das österreichische Königreich Lombardo-Venetien geplant, um Mailand mit Venedig zu verbinden. Zu diesem Zweck wurde die Imperiale Regia Privilege Strada ferrata Ferdinandea Lombardo-Veneta dell'Imperatore gegründet. Die Strecke wurde in mehreren Abschnitten gebaut:
- Der erste Abschnitt Padua–Marghera wurde am 13. Dezember 1842 eröffnet.
- Am 13. Januar 1846 wurde die Eisenbahnbrücke Venedig über die Lagune von Venedig eröffnet.[11]
- Am 13. Januar 1846 wurde der Abschnitt Padua–Vicenza eröffnet
- Am 15. Februar 1846 wurde der Abschnitt Mailand–Treviglio in Betrieb genommen.[12]
- Am 3. Juli 1849 folgte der Abschnitt Vicenza–Verona.
- Der Abschnitt Verona–Brescia (genauer: Coccaglio) wurde am 22. April 1854 eröffnet.
- Am 12. Oktober 1857 wurde die damals 285 km lange Strecke von Mailand nach Venedig komplett befahrbar, als die Strecke von Treviglio über Bergamo nach Brescia eingeweiht wurde.
- Um den Umweg über Bergamo zu vermeiden, erfolgte noch der Bau der heute bestehenden direkten Trasse Treviglio–Brescia (genauer: Rovato), die am 5. März 1878 eröffnet wurde.[13]

Im Jahr 1852 wurde die Betreibergesellschaft durch den Staat übernommen, wurde aber 1856 privatisiert. Rothschild Frères kaufte die Gesellschaft für 156,25 Millionen Goldfrancs auf und gründete die Societé IR Privilégiée des Chemins de Fer Lombards-Vénitiens et de l’Italie Centrale. Nach dem Dritten Italienischen Unabhängigkeitskrieg wurde Venetien italienisch. Nun wurde die Strecke Teil der Società per le Strade Ferrate dell’Alta Italia. Im Jahr 1885 wurde die Strecke Teil der Rete Adriatica und 1905 wurde die Strecke von den Ferrovie dello Stato Italiane übernommen. Die Elektrifizierung mit 3000 V wurde am 1. Januar 1957 abgeschlossen.
2007 wurde der viergleisige Ausbau zwischen Mailand und Treviglio sowie zwischen Padua und Mestre zum Abschluss gebracht. Zwischen 2012 und 2016 erfolgte der Bau von zwei mit 25 kV elektrifizierten Gleisen einer Hochgeschwindigkeitsstrecke zwischen Treviglio und Brescia, die nicht parallel zur Bestandtrasse verläuft, sondern in Verkehrswegebündelung mit der A35 etwas südlich davon. 2020 war Baustart für zwei Gleise einer Hochgeschwindigkeitsstrecke zwischen Brescia und Verona, die nur auf einer Länge von 8 km parallel zu Bestandtrasse geführt wird und ansonsten wiederum etwas südlich versetzt entlang der A4 verlaufen wird. 2021 begannen die Arbeiten an zwei Gleisen einer Hochgeschwindigkeitsstrecke zwischen Verona und Vicenza.
Der Abschluss des komplett viergleisigen Ausbaus zwischen Mailand und Venedig, nämlich die Stadtquerung von Vicenza und die Strecke von Vicenza nach Padua, ist bereits in Planung.

## Streckenverlauf
Ursprünglich nahm die Bahnstrecke ihren Ausgang von der ersten Station an der Porta Tosa. Heute beginnt sie am Hauptbahnhof Milano Centrale, nutzt die Mailänder Gürtelbahn ostwärts und fädelt bei Milano Lambrate in die ursprüngliche Trasse ein. In der Po-Ebene geht es nun geradlinig trassiert nordöstlich, unter Übersetzung der Adda, nach Treviglio und weiter über den Fluss Oglio schließlich nach Brescia, das bereits am Alpenfuß, den Voralpen von Brescia (Prealpi Bresciane), liegt. Hernach strebt die Bahnstrecke Richtung Osten dem Südufer des Gardasees zu, das bereits fast in Desenzano del Garda, unmittelbar dann in Peschiera del Garda tangiert wird. Alte Endmoränen des reliefformenden Etschgletschers werden dabei vor Desenzano und weiter östlich beim Bahnhof Sommacampagna-Sona durchschnitten. Dann geht es Richtung Verona, wo neuerlich der Alpenrand und die Etsch / Adige erreicht werden. Von Verona aus hält sich die Bahnstrecke deutlich stärker als bisher an den südlichen Alpenfuß, wobei sie kurz vor Vicenza zusammen mit der Autostrada A4 in der Furche zwischen Colli Berici und den Voralpen parallel läuft. Von Vicenza aus, für das die Bahnstrecke nordöstlich um die Colli Berici abgelenkt wurde, erstreckt sich nun die nächsten knapp 30 Kilometer nahezu eine einzige Gerade südöstlich in die Norditalienische Tiefebene hinein bis Padua. Ebenso schnurgerade gehalten ist das Teilstück von Padua bis Venezia Mestre, von wo aus die Lagune von Venedig mittels eines viergleisigen Viadukts (Ponte Vecchia) parallel zur Straßenbrücke Ponte della Libertà bis zum Endbahnhof Venezia Santa Lucia erreicht wird.

## Betrieb
Die Länge der Strecke ist 267 km, sie ist zweigleisig und elektrifiziert. Die wichtigsten Stationen sind in Brescia, Verona, Vicenza, Padua und Mestre. Dort bestehen auch Anschlüsse zu anderen öffentlichen Verkehrsmitteln.
Die Strecke wird durch Trenord-Regio-Express-Züge zwischen Mailand und Verona und von Trenitalia Regionali Veloci-Züge zwischen Verona und Venedig befahren. Der Abschnitt von Mailand nach Treviglio wird außerdem von Vorortzügen der Linien S5 und S6 der S-Bahn Mailand befahren. Der Abschnitt Padua–Venedig wird auch durch Regionalzüge der Region Venetien bedient. Auf der Strecke verkehren außerdem Personenfernverkehrszüge von Le FRECCE, von Trenitalia (Frecciabianca und Frecciargento) sowie „Italo“-Hochgeschwindigkeitszüge der Privatbahn Nuovo Trasporto Viaggiatori. Zwischen Verona und Venedig verkehrt zudem einmal täglich ein Eurocity von/nach München, der mit einer ÖBB-1216-Lok bespannt ist. Die Strecke wird auch von Güterzügen verschiedener Bahngesellschaften befahren.